# Kapten Grants barn
Kapten Grants barn (franska: Les enfants du Capitaine Grant), roman från 1867-68 av Jules Verne, utgiven i Sverige första gången 1873-74.

## Handling
Innehållet från en hajmage inkluderar en flaska, vars innehåll, en papperslapp, har anteckningar skrivna på tre olika språk. Mycket av anteckningarna är otydbart, men trots det kan Lord Glenarvan, som hittat flaskan, kanske lista ut var Kapten Harry Grants skepp, som försvann för över två år sedan, befinner sig. 
När man tagit reda på latituden återstår longituden. Ledtrådar pekar mot den sydamerikanska kusten som den troliga platsen för skeppsförlisningen. Lord Glenarvan gör det till sin uppgift att finna Grant, och tillsammans med sin hustru, Harry Grants barn (Mary och Robert) samt besättningen från sin yacht Duncan ger han sig av mot Sydamerika. En oväntad passagerare i form av den franske geografen Jaques Paganel råkar också komma med. 
Letandet för dem till den 37:e graden sydlig latitud, som korsar den sydamerikanska kontinenten. Medan de korsar kontinenten från väst till öst, och förgäves genomreser Chile, Argentina (Patagonien), kommer Paganel plötsligt på att delar av ledtrådarna måste mena Australien, varför de reser till motsvarande latitud där den korsar den australiensiska kontinenten. Av en slump träffar de där en man som hävdar att han är Thomas Ayrton, före detta understyrman på Britannia. Ayrton åtföljer dem under resan, med egna, oavslöjade planer på att ta kontrollen över Duncan, vilket till slut sker. Nedslagna över att sökandet i Australien inte ledde till att man fann Kapten Grant reser äventyrarna till Nya Zeeland med ett skepp som knappt är sjödugligt. Fartyget lider skeppsbrott längs den nyzeeländska kusten, och när sällskapet försöker nå Auckland till fots blir de tillfångatagna av maorier, en stam kannibaler i krig mot engelsmännen och som är ointresserade av att låta sina fångar överleva...

## Film
En amerikansk filmversion gjordes 1962, med bland andra Maurice Chevalier (Panagel) och Hayley Mills (Mary Grant) i rollerna.

## Övrigt
Två av romanfigurerna medverkar även i en annan av Jules Vernes mer kända romaner; Den hemlighetsfulla ön.